# Crying Lightning
Crying Lightning is een single van de Britse rockband Arctic Monkeys. Het is de eerste single van het album Humbug en is uitgebracht op 17 augustus 2009.

## Informatie
"Crying Lightning" werd opgenomen in 2008 tijdens de opnamesessies in de Verenigde Staten, op uitnodiging van Josh Homme. Dit gebeurde in de Pink Duck Studios en Rancho de la Luna, de studio van onder andere Queens of the Stone Age. Het mixen gebeurde door Rich Costey in de Electric Lady Studios in New York. Het nummer was voor het eerst te horen toen Arctic Monkeys het live speelden op het Big Day Out-festival in Australië in januari 2009. De opname van "Crying Lightning" was voor het eerst te horen op 6 juli, toen BBC Radio 1-dj Zane Lowe het nummer in zijn show speelde. Een dag later was "Crying Lightning" te downloaden via iTunes.
Zanger Alex Turner over het nummer: "Voor ons was dit het meest tekenend voor [Humbug]. Het was een van onze favorieten tijdens de opnamen." NME legde met "Crying Lightning" de vergelijking met The Doors: "Het zwenkende ritme, de 'slide'-gitaar, opdringerige windgeluiden en Alex Turner die onheilspellend 'strange and deranged' zingt... dit ligt niet ver van Jim Morrisons territorium - niet dat beide bands overigens verward kunnen worden. Maar de echte winnaar is het refrein. De verheffende zang laat het nummer opstijgen naar een golf van emotie, nóg verder omhoog gewerkt door het alsmaar herhalende 'Crying Lightning'."
De video van het nummer werd op 24 juli uitgegeven. Enkele dagen ervoor plaatste de band een teaser van de clip op het internet met beelden van tijdens de opnamen. Regisseur van de clip was Richard Ayoade. Volgens Turner wilde Ayoade "met de gedachten van mensen klooien".

## Nummers

### 7-inch, promo
1. "Crying Lightning" - 3:42
2. "Red Right Hand" - 4:19 (Nick Cave and the Bad Seeds cover)

### Download
1. "Crying Lightning" - 3:43

### 10-inch
1. "Crying Lightning" - 3:38
2. "I Haven't Got My Strange" - 1:26
3. "Red Right Hand" - 4:13

## Medewerkers
- Arctic Monkeys - muziek
  - Alex Turner - zang, gitaar, teksten
  - Jamie Cook - gitaar
  - Nick O'Malley - basgitaar
  - Matthew Helders - drums
- Josh Homme - producer
- James Ford - producer op "I Haven't Got My Strange"

- John Ashton - achtergrondzang, keyboard
- Alain Johannes - engineering, opname van "Red Right Hand"
- Claudius Mittendorfer - engineering, opname vocalen van "Red Right Hand"
- Justin Smith - assistent engineering
- Rich Costey - mixing

## Hitnoteringen
| Land                | Plaats |
| ------------------- | ------ |
| Canada              | 15     |
| Frankrijk           | 23     |
| Japan               | 44     |
| Verenigd Koninkrijk | 12     |